# كارلوس كاستيلو أرماس
كارلوس كاستيلو أرماس (بالإسبانية: Carlos Castillo Armas)‏ (4 نوفمبر 1914 - 26 يوليو 1957 ) كان ضابطاً في الجيش الغواتيمالي الذي استولى على السلطة في انقلاب الولايات المتحدة في عام 1954. كاستيلو أرماس كان قد خدم في الجيش الغواتيمالي حتى عام 1944، عندما قال انه يؤيد المؤيدة للديمقراطية - انتفاضة ضد خورخي أوبيكو التي بدأت الثورة في غواتيمالا. اعتقل من قبل الحكومة في عام 1949، وقد اتصلت به وكالة الاستخبارات المركزية (CIA) التابعة للولايات المتحدة لإطلاق سراحه، ولعب دورا في عدة محاولات انقلابية. قاد قوات غزو الـCIA التي أطاحت بجاكوبو أربينز في عام 1954، وعين رئيسًا بعد فترة وجيزة، وحمل لقب رئيس غواتيمالا من 8 يوليو 1954 حتى اغتياله في عام 1957. وتلاه سلسلة من الحكام المستبدين في غواتيمالا.

## روابط خارجية
- كارلوس كاستيلو أرماس على موقع الموسوعة البريطانية (الإنجليزية)
- كارلوس كاستيلو أرماس على موقع مونزينجر (الألمانية)